# Copa del Mundo de ciclismo en pista de 2012-2013

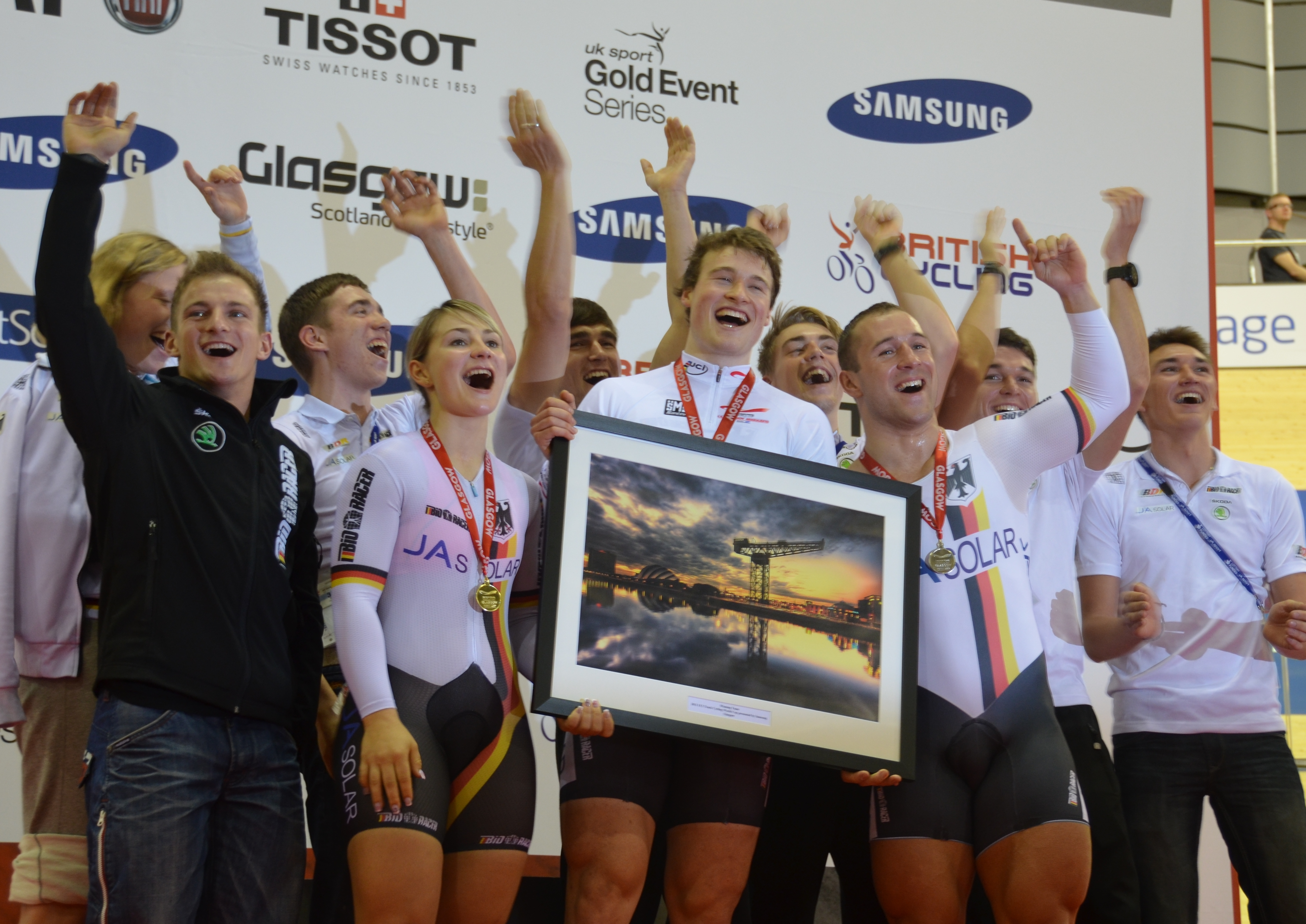
Copa del Mundo de ciclismo en pista 2012 en Glasgow: el equipo alemán celebra su victoria general de la carrera por equipos de velocidad. (carrera de velocidad)

La Copa del Mundo de ciclismo en pista de 2012-2013 es la 21.ª edición de la Copa del Mundo de ciclismo en pista. Se celebró del 11 de octubre de 2012 al 19 de enero de 2013 con la disputa de tres pruebas.

## Pruebas
| Fecha                    | Lugar          |
| ------------------------ | -------------- |
| 11-13 de octubre de 2012 | Cali           |
| 5-7 de diciembre de 2012 | Glasgow        |
| 17-19 de enero de 2013   | Aguascalientes |

## Resultados

### Masculinos
| Evento                  | Ganador                                                                           | Segundo                                                       | Tercero                                                         |
| Cali                    | Cali                                                                              | Cali                                                          | Cali                                                            |
| ----------------------- | --------------------------------------------------------------------------------- | ------------------------------------------------------------- | --------------------------------------------------------------- |
| Velocidad               | Philipp Thiele                                                                    | Fabián Puerta                                                 | Eric Engler                                                     |
| Km. contrarreloj        | Fabián Puerta                                                                     | Kian Emadi                                                    | Quentin Lafargue                                                |
| Persecución por equipos | Edwin Ávila Juan Esteban Arango Arles Castro Weimar Roldán                        | Sergey Shilov Maksim Kozyrev Pavel Karpenkov Dmitriy Sokolov  | Loïc Perizzolo Kilian Moser Frank Pasche Cyrille Thièry         |
| Velocidad por equipos   | Philipp Thiele Eric Engler Marc Schröder                                          | Tomoyuki Kawabata Takashi Sakamoto Kenta Inake                | Juan Orellana César Marcano Ángel Pulgar                        |
| Keirin                  | Fabián Puerta                                                                     | Tomoyuki Kawabata                                             | Marc Schröder                                                   |
| Puntuación              | Andreas Graf                                                                      | Wojciech Pszczolarski                                         | Jonathan Mould                                                  |
| Omnium                  | Paolo Simion                                                                      | David Muntaner                                                | Loïc Perizzolo                                                  |
| Glasgow                 |                                                                                   |                                                               |                                                                 |
| Velocidad               | Stefan Bötticher                                                                  | Robert Förstemann                                             | Denis Dimitriev                                                 |
| Persecución             | Lasse Norman Hansen                                                               | Martyn Irvine                                                 | David Muntaner                                                  |
| Persecución per equipos | Lasse Norman Hansen Casper Folsach Rasmus Christian Quaade Mathias Møller Nielsen | Maximilian Beyer Henning Bommel Theo Reinhardt Kersten Thiele | Kenny De Ketele Jasper De Buyst Moreno De Pauw Gijs Van Hoecke  |
| Velocidad por equipos   | Rene Enders Robert Förstemann Stefan Bötticher                                    | Philip Hindes Jason Kenny Edward Clancy                       | Julien Palma Kévin Sireau Quentin Lafargue                      |
| Keirin                  | Stefan Bötticher                                                                  | Peter Lewis                                                   | Takashi Sakamoto                                                |
| Scratch                 | Tristan Marguet                                                                   | Martyn Irvine                                                 | Roy Eefting                                                     |
| Omnium                  | Lucas Liss                                                                        | Glenn O'Shea                                                  | Unai Elorriaga                                                  |
| Aguascalientes          |                                                                                   |                                                               |                                                                 |
| Velocidad               | Denis Dimitriev                                                                   | Max Niederlag                                                 | Juan Peralta\|                                                  |
| Persecución por equipos | Evgueni Kovalev Iván Savitski Alexander Serov Nikolay Zhurkin                     | Tom Bohli Stefan Küng Loïc Perizzolo Silvan Dillier           | Liam Bertazzo Marco Coledan Francesco Lamon Michele Scartezzini |
| Velocidad por equipos   | Ethan Mitchell Sam Webster Edward Dawkins                                         | Kévin Sireau François Pervis Michaël D'Almeida                | Alex Bird Mitchell Bullen Peter Lewis                           |
| Keirin                  | Matthijs Buchli                                                                   | Kazunari Watanabe                                             | François Pervis                                                 |
| Madison                 | Vivien Brisse Thomas Boudat                                                       | Mykhaylo Radionov Sergiy Lagkuti                              | Stefan Küng Silvan Dillier                                      |
| Omnium                  | Arthur Ershov                                                                     | Vivien Brisse                                                 | Ondrej Rybin                                                    |

### Femeninos
| Evento                  | Ganadora                                                    | Segunda                                                      | Tercera                                                      |
| Cali                    | Cali                                                        | Cali                                                         | Cali                                                         |
| ----------------------- | ----------------------------------------------------------- | ------------------------------------------------------------ | ------------------------------------------------------------ |
| Velocidad               | Lee Wai Sze                                                 | Rebecca James                                                | Jessica Varnish                                              |
| Persecución por equipos | Giulia Donato Beatrice Bartelloni Maria Giulia Confalonieri | Team SWI Welsh Cycling Elinor Barker Ciara Horne Amy Roberts | Lorena Vargas María Luisa Calle Valentina Paniagua           |
| Velocidad por equipos   | Jessica Varnish Rebecca James                               | Kayono Maeda Hiroko Ishii                                    | Martha Bayona Juliana Gaviria                                |
| Keirin                  | Juliana Gaviria                                             | Luz Daniela Gaxiola                                          | Virginie Cueff                                               |
| Scratch                 | Isabella King                                               | Jarmila Machačová                                            | Elena Cecchini                                               |
| Omnium                  | Isabella King                                               | Natalia Rutkowski                                            | Jarmila Machačová                                            |
| Glasgow                 |                                                             |                                                              |                                                              |
| Velocidad               | Kristina Vogel                                              | Jessica Varnish                                              | Rebecca James                                                |
| 500m. contrarreloj      | Olga Panarina                                               | Kristina Vogel                                               | Tania Calvo                                                  |
| Persecución por equipos | Laura Trott Elinor Barker Danielle King                     | Ashlee Ankudinoff Amy Cure Melissa Hoskins                   | Tatsiana Sharakova Alena Dylko Aksana Papko                  |
| Velocidad por equipos   | Jessica Varnish Rebecca James                               | Tania Calvo Helena Casas                                     | Sandie Clair Olivia Montauban                                |
| Keirin                  | Kristina Vogel                                              | Iekaterina Gnidenko                                          | Lee Wai Sze                                                  |
| Omnium                  | Laura Trott                                                 | Ashlee Ankudinoff                                            | Tamara Balabolina                                            |
| Aguascalientes          |                                                             |                                                              |                                                              |
| Velocidad               | Gong Jinjie                                                 | Lisandra Guerra                                              | Lee Wai-sze                                                  |
| Persecución             | Katarzyna Pawłowska                                         | María Luisa Calle                                            | Rebecca Wiasak                                               |
| Persecución por equipos | Gillian Carleton Jasmin Glaesser Stephanie Roorda           | Ivanna Borovychenko Valeriya Kononenko Anna Nagirnaya        | Team SWI Welsh Cycling Elinor Barker Amy Roberts Ciara Horne |
| Velocidad por equipos   | Kaarle McCulloch Stephanie Morton                           | Xu Yulei Zhong Tianshi                                       | Dària Xmeliova Anastàsia Vóinova                             |
| Keirin                  | Zhong Tianshi                                               | Gong Jinjie                                                  | Xu Yulei                                                     |
| Puntuación              | Katarzyna Pawłowska                                         | Jarmila Machačová                                            | Yudelmis Domínguez                                           |
| Omnium                  | Sarah Hammer                                                | Huang Li                                                     | Leire Olaberria                                              |

## Clasificaciones

### Países
| Rang | País/Equipo | Cali | Glasgow | Aguascalientes | Total |
| ---- | ----------- | ---- | ------- | -------------- | ----- |
| 1.   | Alemania    | 47   | 109     | 22             | 178   |
| 2.   | Reino Unido | 54   | 102     |                | 156   |
| 3.   | Francia     | 27   | 48      | 65             | 140   |
| 4.   | Australia   | 24   | 34      | 62             | 120   |
| 5.   | Rusia       | 37   | 30      | 37             | 104   |
| 6.   | España      | 40   | 56      | 8              | 104   |
| 7.   | Colombia    | 87   |         | 10             | 97    |
| 8.   | Italia      | 49   | 4       | 30             | 83    |
| 9.   | Japón       | 45   | 19      | 15             | 79    |
| 10.  | Polonia     | 27   | 20      | 24             | 71    |

### Masculinos
| Pos. | Ciclista          | Cal | Gla | Agua | Pts |
| 1.   | Matthijs Büchli   |     |     | 12   | 12  |
| 2.   | Stefan Bötticher  |     | 12  |      | 12  |
| 3.   | Fabián Puerta     | 12  |     |      | 12  |
| 4.   | Quentin Lafargue  | 6   | 6   |      | 12  |
| 5.   | Kazunari Watanabe |     |     | 10   | 10  |

| Pos. | Ciclista         | Cal | Gla | Agua | Pts |
| 1.   | Fabián Puerta    | 12  |     |      | 12  |
| 2.   | Kian Emadi       | 10  |     |      | 10  |
| 3.   | Quentin Lafargue | 8   |     |      | 8   |
| 4.   | Eric Engler      | 7   |     |      | 7   |
| 5.   | Francesco Ceci   | 6   |     |      | 6   |

| Pos. | Ciclista         | Cal | Gla | Agua | Pts |
| 1.   | Denís Dmítriev   |     | 8   | 12   | 20  |
| 2.   | Juan Peralta     |     | 7   | 8    | 15  |
| 3.   | Stefan Bötticher |     | 12  |      | 12  |
| 4.   | Philipp Thiele   | 12  |     |      | 12  |
| 5.   | Max Niederlag    |     |     | 10   | 10  |

| Pos. | Ciclista            | Cal | Gla | Agua | Pts |
| 1.   | Lasse Norman Hansen |     | 12  |      | 12  |
| 2.   | Martyn Irvine       |     | 10  |      | 10  |
| 3.   | David Muntaner      |     | 8   |      | 8   |
| 4.   | Dylan Kennett       |     | 7   |      | 7   |
| 5.   | Andrew Tennant      |     | 6   |      | 6   |

| Pos. | Equip         | Cal | Gla | Agua | Pts |
| 1.   | Alemania      | 12  | 12  | 6    | 30  |
| 2.   | Francia       |     | 8   | 10   | 18  |
| 3.   | Nueva Zelanda |     |     | 12   | 12  |
| 4.   | Japón         | 10  | 2   |      | 12  |
| 5.   | Rusia         | 6   | 6   |      | 12  |

| Pos. | Equip     | Cal | Gla | Agua | Pts |
| 1.   | Suiza     | 8   | 6   | 10   | 24  |
| 2.   | Rusia     | 10  |     | 12   | 22  |
| 3.   | Ucrania   | 6   | 5   | 6    | 17  |
| 4.   | Bélgica   | 7   | 8   |      | 15  |
| 5.   | Dinamarca |     | 12  |      | 12  |

| Pos. | Ciclista        | Cal | Gla | Agua | Pts |
| 1.   | Tristan Marguet |     | 12  |      | 12  |
| 2.   | Martyn Irvine   |     | 10  |      | 10  |
| 3.   | Roy Eefting     |     | 8   |      | 8   |
| 4.   | Theo Reinhardt  |     | 7   |      | 7   |
| 5.   | Simon Yates     |     | 6   |      | 6   |

| Pos. | Ciclista | Cal | Gla | Agua | Pts |
| 1.   | Francia  |     |     | 12   | 12  |
| 2.   | Ucrania  |     |     | 10   | 10  |
| 3.   | Suiza    |     |     | 8    | 8   |
| 4.   | Rusia    |     |     | 7    | 7   |
| 5.   | Russvelo |     |     | 6    | 6   |

| Pos. | Ciclista              | Cal | Gla | Agua | Pts |
| 1.   | Andreas Graf          | 12  |     |      | 12  |
| 2.   | Wojciech Pszczolarski | 10  |     |      | 10  |
| 3.   | Jonathan Mould        | 8   |     |      | 8   |
| 4.   | Jesper Mørkøv         | 7   |     |      | 7   |
| 5.   | Cameron Karwowski     | 6   |     |      | 6   |

| Pos. | Ciclista       | Cal | Gla | Agua | Pts |
| 1.   | Loïc Perizzolo | 8   |     | 5    | 13  |
| 2.   | Artur Ierxov   |     |     | 12   | 12  |
| 3.   | Lucas Liss     |     | 12  |      | 12  |
| 4.   | Paolo Simion   | 12  |     |      | 12  |
| 5.   | Vivien Brisse  |     | 1   | 10   | 11  |

### Femeninos
| Pos. | Ciclista        | Cal | Gla | Agua | Pts |
| 1.   | Lee Wai Sze     | 5   | 8   | 7    | 20  |
| 2.   | Rebecca James   | 7   | 6   |      | 13  |
| 3.   | Zhong Tianshi   |     |     | 12   | 12  |
| 4.   | Kristina Vogel  |     | 12  |      | 12  |
| 5.   | Juliana Gaviria | 12  |     |      | 12  |

| Pos. | Ciclista          | Cal | Gla | Agua | Pts |
| 1.   | Olga Panarina     |     | 12  |      | 12  |
| 2.   | Kristina Vogel    |     | 10  |      | 10  |
| 3.   | Tania Calvo       |     | 8   |      | 8   |
| 4.   | Anastasia Voinova |     | 7   |      | 7   |
| 5.   | Lee Wai Sze       |     | 6   |      | 6   |

| Pos. | Ciclista        | Cal | Gla | Agua | Pts |
| 1.   | Lee Wai Sze     | 12  | 7   | 8    | 27  |
| 2.   | Jessica Varnish | 8   | 10  |      | 18  |
| 3.   | Rebecca James   | 10  | 8   |      | 18  |
| 4.   | Gong Jinjie     |     |     | 12   | 12  |
| 5.   | Kristina Vogel  |     | 12  |      | 12  |

| Pos. | Ciclista            | Cal | Gla | Agua | Pts |
| 1.   | Katarzyna Pawłowska |     |     | 12   | 12  |
| 2.   | María Luisa Calle   |     |     | 10   | 10  |
| 3.   | Rebecca Wiasak      |     |     | 8    | 8   |
| 4.   | Laura Brown         |     |     | 7    | 7   |
| 5.   | Caroline Ryan       |     |     | 6    | 6   |

| Pos. | Equip       | Cal | Gla | Agua | Pts |
| 1.   | Reino Unido | 12  | 12  |      | 24  |
| 2.   | Japón       | 10  | 3   | 5    | 18  |
| 3.   | China       |     | 5   | 10   | 15  |
| 4.   | Rusia       |     | 7   | 8    | 15  |
| 5.   | Francia     |     | 8   | 6    | 14  |

| Pos. | Equip                  | Cal | Gla | Agua | Pts |
| 1.   | Italia                 | 12  |     | 7    | 19  |
| 2.   | Team SWI Welsh Cycling | 10  |     | 8    | 18  |
| 3.   | Bielorrusia            | 7   | 8   |      | 15  |
| 4.   | Canadá                 |     |     | 12   | 12  |
| 5.   | Reino Unido            |     | 12  |      | 12  |

| Pos. | Ciclista          | Cal | Gla | Agua | Pts |
| 1.   | Isabella King     | 12  |     |      | 12  |
| 2.   | Jarmila Machačová | 10  |     |      | 10  |
| 3.   | Elena Cecchini    | 8   |     |      | 8   |
| 4.   | Natalia Rutkowska | 7   |     |      | 7   |
| 5.   | Jennifer César    | 6   |     |      | 6   |

| Pos. | Ciclista            | Cal | Gla | Agua | Pts |
| 1.   | Katarzyna Pawłowska |     |     | 12   | 12  |
| 2.   | Jarmila Machačová   |     |     | 10   | 10  |
| 3.   | Yudelmis Domínguez  |     |     | 8    | 8   |
| 4.   | Sofía Arreola       |     |     | 7    | 7   |
| 5.   | Huang Li            |     |     | 6    | 6   |

#### Omnium
| Pos. | Ciclista        | Cal | Gla | Agua | Pts |
| 1.   | Sarah Hammer    |     |     | 12   | 12  |
| 2.   | Laura Trott     |     | 12  |      | 12  |
| 3.   | Isabella King   | 12  |     |      | 12  |
| 4.   | Leire Olaberria |     | 4   | 8    | 7   |
| 5.   | Huang Li        |     |     | 10   | 10  |